# 박민수 (축구 선수)
박민수(한국 한자: 朴珉秀, 1998년 7월 27일 ~ )는 대한민국의 축구 선수로, 포지션은 중앙 미드필더이다.

## 클럽 경력
박민수는 경희대학교 축구부 출신으로, 경희대 재학 시절 주장을 역임하였다. K리그2 2020 시즌을 앞두고 제주 유나이티드 FC와 프로 계약을 체결하였다.
2021시즌을 앞두고 강릉시민축구단에 입단했다.

## 수상

### 팀

#### 제주 유나이티드
- K리그2 우승: 2020